# Миркович, Георгий
Георгий Мирокович (1826, Османская империя — 1905, Болгария) — болгарский политический деятель, депутат Парламента Болгарии, доктор медицины, один из руководителей униатского движения в Болгарии.

## Биография
Учился в Киевской духовной семинарии, Российская империя и окончил медицинский факультет Университета в Монпелье Франция.
С 1857 года — занимается медицинской практикой в Сливене и с 1859 года — в Стара Загора, далее проживал в Стамбуле.
26 марта 1861 года вместе с архимандритом Иосифом Сокольским, диаконом Рафаилом Поповым Добревым (будущий епископ Рафаил Попов) и Драганом Цанковым встречался в Ватикане с папой Пием IX по вопросу создания Болгарской церкви византийского обряда в унии с Римом.
С 1861 по 1863 год работает врачом в Болграде, Бессарабия, Российская империя.
В 1864 году назначен директором болгарской средней школы в Болграде.
С 1864 по 1866 год проводил частную медицинскую практику в Браиле, Румыния.
В 1866 году вступил в Болгарский революционный центральный комитет в Бухаресте.
С 1867 по 1869 год — городской врач в городах Лом и Видин.
В конце 1869 года — арестован турецкими властями приговорен к пожизненному заключению.
В 1875 году — освобожден под залог из-за эпидемии холеры, работал врачом, в 1878 году — амнистирован.
После Русско-турецкой войны 1877—1878 годов поселился в Сливене, где был врачом, инициировал создание первого Общества Красного Креста в Болгарии.
С 1891 по 1892 год — государственный врач на железнодорожной линии Ямбол — Бургас.
С 1894 года — на пенсии.
В 1897 году публикует брошюру «Униатское движение по церковному вопросу», в которой излагает свои позиции.

## Политическая активность
Участвует в объединённом движении.
Член парламента в Великом Национальном Собрании 1887 года и в V Обычном Национальном Собрании.

## Награды
В 1903 году, в связи с 25-й годовщиной санитарного дела в Болгарии, как старейший врач Болгарии, награждён Орденом с короной за гражданские заслуги.